# Còsroes l'Usurpador
Còsroes l'Usurpador (en pahlavi 𐭧𐭥𐭮𐭫𐭥𐭣𐭩), va ser un efímer rei sassànida de Pèrsia, de parentiu indeterminat amb altres reis. Se suposa que possiblement era germà o fill d'Isdigerdes I.
A la mort d'Isdigerdes I, el seu fill gran, Shapuh, va anar des d'Armènia, on era rei, a Ctesifont per reclamar el tron però va morir assassinat pels nobles que van elegir per rei el príncep Còsroes conegut posteriorment com a Còsroes l'Usurpador, l'any 420.
Bahram V amb ajut del rei làkhmida Al-Múndhir (I) ibn Numan ibn Imri-l-Qays o Monder va avançar cap a Ctesifont posant setge a la ciutat, i els nobles alarmats, van negociar amb ell i van acceptar la seva reclamació després de prometre que canviaria la política del seu pare. Una llegenda diu que Bahram va suggerir posar la corona entre dos lleons i aquell dels dos pretendents que l'agafés seria rei. Còsroes llavors va renunciar i en canvi Bahram va agafar la corona.